# 薩普凱
薩普凱（西班牙語：Sapucai），是巴拉圭的城鎮，位於該國西南部，由巴拉瓜里省負責管轄，距離亞松森66公里，始建於1910年，面積326平方公里，海拔高度87米，2002年人口6,010，人口密度每平方公里28.76人。